# Fallout 3
Fallout 3 is een videospel uitgegeven in oktober 2008 door Bethesda Softworks en ZeniMax Media. Het is een combinatie van de genres RPG en FPS. Het is het vierde deel van de Fallout-serie.
Fallout 3 speelt zich af in het jaar 2277, 36 jaar na de gebeurtenissen van Fallout 2 en 200 jaar nadat een nucleaire apocalyps de wereld compleet verwoestte. In 2077 waren de internationale gemoederen zo hoog opgelopen dat een nucleaire oorlog niet kon worden vermeden. Als gevolg hiervan ontketende zich een wereldwijd nucleair bombardement waarbij de wereld volledig in de as werd gelegd.
De Amerikaanse overheid heeft, in samenwerking met Vault-Tec, maatregelen getroffen die ervoor moesten zorgen dat een klein aantal geselecteerde burgers de nucleaire apocalyps zou overleven. Vault-Tec is een overheidsbedrijf dat een groot aantal bunkers  heeft gebouwd, zogenoemde Vaults. Hierin waren de inwoners beschermd tegen de aan het oppervlak heersende radioactieve fall-out.
In Fallout 3 volgt de speler het leven van een zelf te creëren personage die op zoek gaat naar zijn/haar vader. In het spel wordt door andere personages naar dit persoon als Lone Wanderer gerefereerd.
De speler begint zijn/haar leven in Vault 101. Dit is een van een aantal Vaults die rondom Washington D.C. gebouwd is. Deze Vault is onderdeel van een aantal experimentele Vaults. Vault 101 is als onderdeel van dit experiment 200 jaar afgesloten geweest van de buitenwereld. Het spel speelt zich dus een geruime periode na Fallout 1 en 2 af.

## Gameplay
De speler begint het spel door het uiterlijk en geslacht van zijn of haar personage te kiezen. Vervolgens moet de speler het gemaakte personage, dat dan nog een baby is, het boek You're SPECIAL! laten lezen, waarin de hoofdeigenschappen van het personage kunnen worden geselecteerd. Dit zijn een zevental eigenschappen die zijn ontwikkeling vormgeven:
- Strength (spierkracht)
- Perception (zintuiglijke waarneming)
- Endurance (uithoudingsvermogen)
- Charisma
- Intelligence (intelligentie)
- Agility (behendigheid)
- Luck (geluk)

Elk van deze 7 kerneigenschappen (kortweg S.P.E.C.I.A.L.) kan een minimale waarde van 1 en een maximale waarde van 10 worden gegeven. Hoe hoger de waarde, des te beter ontwikkeld die eigenschap. De standaardwaarden van het personage bedragen voor alle zeven eigenschappen 5. Het selecteren van een hoge waarde maakt de ontwikkeling van geavanceerde vaardigheden mogelijk. Geavanceerde vaardigheden kunnen de voortgang en kracht van het personage ten gunste komen. Bijvoorbeeld, een hoge Perception maakt het mogelijk dat het personage vijanden van ver opmerkt.
Iedere 16-jarige inwoner van Vault 101 moet de Generalized Occupational Aptitude Test (G.O.A.T.) afleggen. De G.O.A.T. is een toets waarmee de toekomst en beroepskeuze van het kind kan worden bepaald. Na het afleggen van deze toets zal een drietal vaardigheden worden geselecteerd die passen bij de speelstijl van de speler. Daarna kiest de speler ook een perk die het personage bonusvaardigheden geeft. Dit kan van alles zijn, van betere precisie met verscheidene wapens tot extra dialoogopties.
Het karmaniveau van het personage is een bepalende factor in het spel. Elk personage heeft een gemiddeld karma gebaseerd op zijn acties. Het karma kan slecht, neutraal of goed zijn. Karma beïnvloedt dialoogopties met andere mensen en de ontknoping van de verhaallijn.
Spelers moeten twee levenspuntenmeters in de gaten houden tijdens het verkennen van de post-apocalyptische wereld, een algemene meter die het aantal gezondheidspunten weergeeft en een die de conditie van de ledematen van het personage laat zien. Wanneer het aantal gezondheidspunten nul is, sterft de speler. Het personage zal dan op de plaats waar voor het laatst opgeslagen is respawnen. Zoals hiervoor besproken, hebben de armen, benen, hoofd en torso van het personage een eigen conditiemeter. Wanneer de conditiemeter van een ledemaat uitgeput wordt, breekt of raakt het betreffende ledemaat verminkt. Dit heeft een negatief effect op de fysieke staat van het personage, waardoor het voor de speler moeilijker wordt om te navigeren. Dit kan worden vertaald naar een wazige zicht bij het verminkt raken van het hoofd of tragere snelheid bij het breken van één of meerdere benen. De twee levenspuntenmeters kunnen beiden worden bijgevuld door het gebruik van stimpacks, het vragen naar medische verzorging of door te slapen.
Het personage kan ook stralingsziekte oplopen door het consumeren van radioactief vervuild voedsel of door zich (te lang) in een radioactieve omgeving te bevinden. Het personage kan, tot op een zekere hoogte, de opbouw van stralingsziekte weerstaan. Echter genereert deze opbouw negatieve effecten, en kan dodelijk zijn als ze niet tijdig wordt behandeld. Het personage kan ook verslaafd geraken aan drugs en alcohol. Ontwenningsverschijnselen zullen optreden als de substantie niet meer wordt ingenomen. Beide aandoeningen kunnen de visie vervagen en verlagen hoofdeigenschappen totdat de verslaving onder controle is.
Wapens en uitrustingen slijten en dienen te worden onderhouden om een goede werking te waarborgen. Hoe vaker een wapen wordt gebruikt of een uitrusting wordt gedragen, hoe sneller ze verslijten. Vuurwapens zullen bij een matige conditie minder schade toebrengen en zullen soms vastlopen. Uitrustingen zullen bij een mindere staat minder beschermen tegen schade die wordt toegediend. Door het verwaarlozen van een wapen of uitrusting zal deze uiteindelijk stuk raken. Dit kan een speler voorkomen door tijdig wapens en uitrustingen te laten repareren door handelaren en specialisten tegen een vergoeding. Spelers kunnen dit ook zelf doen door onderdelen her te gebruiken uit wapens of uitrustingen van dezelfde klasse. Hoe beter het personage is in het uitvoeren van reparaties, hoe beter de kwaliteit van het wapen of uitrusting na een reparatie.

### V.A.T.S.
De Vault-Tec Assisted Targeting System, kortweg V.A.T.S., speelt een grote rol in het spel. V.A.T.S. is een technologisch hulpmiddel dat het mikken op vijanden extreem vereenvoudigt. Het gebruik van V.A.T.S. is enkel aan dragers van een Pip-boy weggelegd. Een Pip-boy is een computer die om de onderarm kan worden gedragen en veelsoortige informatie kan verstreken aan de drager van deze. Tijdens de toepassing van V.A.T.S. wordt de tijd stil gezet en kan de speler specifieke delen van een vijand selecteren om zo effectief schade toe te brengen. Gelijktijdig worden diverse percentages weergegeven. De hoogte van het percentage correspondeert met de kans op een treffend schot. Deze acties verbruiken actiepunten, welke na verloop van tijd weer aangevuld zullen worden. Spelers kunnen tijdens V.A.T.S. hun personage niet bewegen. Schoten in het hoofd kunnen vijanden sneller doden, een treffer in een been kan de vijand trager doen laten lopen en een goed geplaatst schot in een arm kan de precisie van de tegenstander verlagen. Andere vijanden, zoals gemuteerde insecten of op hol geslagen robots, zullen soortgenoten aanvallen als hun antenne of programmeerchip (combat inhibitor) kapotgeschoten wordt.

## Verhaallijn
De Lone Wanderer wordt in het begin van het spel op een dan nog onbekende plek, het Jefferson Memorial, geboren, waarbij de moeder van het hoofdpersonage (Catherine) overlijdt. De speler groeit daarna op in Vault 101. Verschillende momenten in het leven van het jonge hoofdpersonage in Vault 101 vormen beginlevels voor het verdere spel: van het krijgen van een luchtbuks en een Pip-boy tot het maken van de G.O.A.T. Op zekere dag wordt het hoofdpersonage gewekt door zijn/haar beste vriendin Amata Almodovar. Zij is de dochter van de Overseer van Vault 101, Alphonse Almodovar. Een Overseer is een persoon die de leiding heeft over een Vault en kan daarmee vergeleken worden met een burgemeester. Amata vertelt het hoofdpersonage dat zijn/haar vader, James, is ontsnapt uit de Vault. Dit is geheel tegen de reglementen in die door de Overseer worden gehandhaafd. Uit vrees om vervolgd te worden door de Overseer, moet de speler ook ontsnappen uit de Vault. Zo begint de reis van het hoofdpersonage door de Capital Wasteland, de restanten van wat ooit Washington D.C. was. De speler moet op zoek gaan naar zijn vader om uit te vinden waarom hij ontsnapte.
De speler moet zien uit te vinden waar de vader van het hoofdpersonage zich bevindt, en dat is geen opdracht zonder gevaren. De Capital Wasteland is plek waar de macht van de sterkste regeert, alle instituten die vóór de oorlog zwakkeren beschermden bestaan niet meer. Niet iedereen was even gelukkig om een veilig heenkomen te vinden in een van de Vaults rondom Washington D.C. Als gevolg hiervan zal de speler een groot aantal verminkte mensen tegenkomen welke in de volksmond Ghouls genoemd worden. Sommige zijn vriendelijk, anderen waarbij het brein door straling weggerot is niet. Daarnaast zal de speler vele andere gevaren moeten trotseren, zoals uit de kluiten gewassen schorpioenen, gemuteerde zwarte beren (Yao Guai) en Super Mutants.
De speler volgt het spoor van James tot in een andere Vault, Vault 112, waar hij vastzit in een virtuele simulatie. James is die kant op gegaan omdat aanwijzingen erop duidden dat de Overseer van Vault 112, Docter Stanislaus Braun, in het bezit zou zijn van een G.E.C.K. Echter door het toedoen van Docter Braun is James vast komen te zitten in een simulatie die door hem is opgezet. Zodra de speler zijn/haar vader gevonden heeft richt de zoektocht zich op een project van zijn vader waaraan hij al ver voor de geboorte van zijn zoon of dochter aan werkte. Dit project, Project Purity, richt zich op het zuiveren van het water in de Potomac en de Chesapeake Bay en aanliggende wateren waardoor het water drinkbaar wordt voor de bewoners van de Capital Wasteland. Deze zuiveringsinstallatie is gevestigd in het Jefferson Memorial.
De Lone Wanderer en James gaan naar Rivet City, een vastgelopen vliegdekschip dat nu gebruikt wordt als een woonplaats, om Doctor Madison Li te vinden, een wetenschapper die vroeger met James werkte. Om Project Purity te doen laten slagen wordt de hoop gevestigd op de mysterieuze G.E.C.K. (Garden of Eden Creation Kit). Dit is apparaat ontwikkeld door een divisie van Vault-Tec waarmee terravorming kan worden uitgevoerd om de Capital Wasteland vruchtbaar te maken. Vault-Tec voorzag een klein aantal Vaults met zo'n G.E.C.K. Terwijl de speler James helpt het lab weer operationeel te krijgen, arriveert de Enclave (de naoorlogse regering van de Verenigde Staten) om Project Purity voor hun eigen doelen over te nemen. De Enclave soldaten weten zich een weg te banen naar de reactorkamer waar het controlepaneel zich bevindt. Aldaar vindt een confrontatie plaats tussen James, een aantal Enclave soldaten en Colonel Augustus Autumn. Colonel Authem eist de controlecode van de reactor op, maar James weigert aanvankelijk. Nadat Colonel Authem een wetenschapper doodt gaat James overstag. Tegen alle verwachtingen in laat James de reactorkamer vullen met dodelijke hoeveelheden van radiatie en offert hierbij ook zijn eigen leven op. Dit tafereel speelt zich volledig af voor de ogen van de Lone Wanderer.
Nadat de Lone Wanderer, Doctor Li en een aantal onderzoeksassistenten ontsnapt zijn via de ondergrondse tunnels, arriveren zij bij de Citadel, het voormalige Pentagon dat nog grotendeels overeind staat. De Citadel dient nu als basis voor de Brotherhood Of Steel, een quasi-religieus technologische organisatie die alle resterende kennis en technologieën verzamelt om de mensheid voor de ondergang te behoeden. Aldaar overtuigt Docter Li de speler ervan om de G.E.C.K. te vinden en zijn of haar vaders werk te voltooien. Uiteindelijk vindt de Lone Wanderer de locatie in een voorloorlogse database in de Citadel. Volgens die gegevens heeft Vault-Tec een G.E.C.K. achtergelaten in Vault 87, waar de G.E.C.K. gebruikt werd om de FEV-virus (Forced Evolutionary Virus) te maken, de bron van al de Super Mutants in de Capital Wasteland. Met de hulp van Fawkes, een vriendelijke Super Mutant, verkrijgt de speler de G.E.C.K. maar wordt door de Enclave gevangengenomen.
De Lone Wanderer ontwaakt in een cel in Raven Rock, de basis van de Enclave, waar verrassend genoeg Colonel Autumn aanwezig is. Hij blijkt zich te hebben geïnjecteerd met een serum dat hem beschermde tegen de overvloedige radiatie. Colonel Authem laat, op persoonlijk verzoek van President John Henry Eden, gaan zodat de Lone Wanderer de president kan ontmoeten. President Eden belooft de Lone Wanderer een veilige doorgang naar zijn kantoor. Echter, terwijl de speler onderweg is, beveelt Colonel Autumn, tegen de wil van de president in, de soldaten de speler neer te schieten. Wanneer de speler de controlekamer eindelijk bereikt, ontdekt hij dat President Eden een supercomputer is. Na een dialoog die alle gebeurtenissen in het spel ter discussie stelt, ontvangt de Lone Wanderer een gemodificeerde versie van het FEV-virus. Wanneer de Lone Wanderer besluit om het aangepaste virus te vermengen met het water uit Project Purity zullen alle gemuteerde schepsels worden gedood. Dit kan een nieuw begin betekenen voor de Capital Wasteland.
Aan het eind van de reguliere verhaallijn moet de speler eerst kiezen tussen de uitroeiing van alle gemuteerde levensvormen, ongeacht de mate van mutatie, of het behoud van al dit leven. Daarna moet hij kiezen tussen zijn eigen leven, dat van zijn medestandster (dit kunnen meerderen zijn, onder wie Sarah Lyons) of kan de speler besluiten om niets te doen. Als de laatste optie wordt gekozen zal de zuiveringsinstallatie ontploffen en eindigt de game. De andere twee opties vereisen het opofferen van ofwel het leven van de Lone Wanderer of dat van een medestander. Het inschakelen van Project Purity betekent dat degene die het inschakelt zal sterven door een grote dosis straling in de bedieningsruimte.
Als de add-on Broken Steel is geïnstalleerd zal na het eindigen van de reguliere verhaallijn de gebeurtenissen na de activatie van Project Purity worden verteld. Wanneer dit niet het geval is zal het spel eindigen met een korte samenvatting van de acties die de speler de Lone Wanderer liet uitvoeren.

## Uitbreidingspakketten
Voor Fallout 3 zijn tussen januari en augustus 2009 voor alle platforms verscheidene uitbreidingspakketten verschenen. Deze add-ons zijn Operation: Anchorage, The Pitt, Broken Steel, Point Lookout en Mothership Zeta. Deze uitbreidingen voegen extra wapens, vijanden, gebieden en achievements/trophies toe.
Op 13 oktober 2009 bracht Bethesda Fallout 3 opnieuw uit als "Game Of The Year" editie in Verenigde Staten. In deze uitgave zitten alle add-ons gebundeld en kunnen meteen worden gespeeld zonder dat deze vijf los hoeven te worden gedownload.

### Operation: Anchorage
Operation: Anchorage neemt de Lone Wanderer mee in een simulatieproject van de Amerikaanse overheid van voor de nucleaire oorlog. De Outcasts, oud-leden van de Brotherhood of Steel die het oneens waren met de koers die werd gevaren door Elder Owyn Lyons, leider van de Oostkust Brotherhood of Steel, vragen de Lone Wanderer of hij de simulatie wil doorlopen zodat een afgesloten ruimte vol met technologische kostbaarheden kan worden geopend. Alleen een persoon die in het bezit is van een Pip-boy kan de simulatie starten en voltooien. In de simulatie wordt de slag om Anchorage herleeft en dient als trainingssimulator voor soldaten die uit worden gezonden naar het front. De Chinezen hebben de Alaskische stad verovert op de Amerikanen en in de simulatie wordt de heroveringscampagne nagebootst. De Lone Wanderer moet de Chinese soldaten zien terug te dringen en doodt uiteindelijk General Jingwei. Hiermee eindigt de simulatie en wordt de kamer vol met technologische kostbaarheden geopend.

### The Pitt
The Pitt neemt de Lone Wanderer mee naar de ruïnes van Pittsburgh. Pittsburgh is in de handen gekomen van machtige slavendrijvers die de touwtjes stevig in handen hebben. De Lone Wanderer moet undercover gaan als slaaf om de stad binnen te kunnen dringen. Eenmaal binnen wordt de noodlottige situatie goed duidelijk. Alle slaven worden ernstig mishandeld, zijn ziek of worden gedood. De meeste slaven zijn werkzaam in smerige staalfabrieken waar slavendrijvers de duimschroeven stevig aandraaien. Slaven die aan te veel verontreiniging blootgesteld worden, muteren naar ernstig misvormde wezens, genaamd Trogs. Lord Ishmael Ashur, de leider van Pittsburgh, heeft een baby die in perfecte gezondheid verkeerd en kan worden gebruikt om de ernstig misvormde slavenarbeiders te genezen. De Lone Wanderer kan een revolutie ontketenen door de baby te ontvoeren, of kan kiezen om aan de zijde van de slavendrijvers de bevolking uit te buiten.
Na het uitspelen van The Pitt blijft deze locatie te bezoeken.

### Broken Steel
De add-on Broken Steel voegt een langere verhaallijn toe aan Fallout 3 en zorgt ervoor dat het verhaal niet meer abrupt eindigt. Verder verhoogt Broken Steel de level cap van 20 naar 30, waardoor een langere ontwikkeling van personage mogelijk wordt gemaakt. Broken Steel neemt de Lone Wanderer mee naar de situatie die heerst na de activatie van Project Purity. De Brotherhood of Steel heeft het monopolie over de waterdistributie en gaat gebukt onder de enorm werkdruk die daarbij komt kijken. De Lone Wanderer wordt verzocht enkele problemen op te lossen zodat de Brotherhood of Steel zich beter kan focussen op een belangrijker doel: de vernietiging van de Enclave. De Lone Wanderer gaat met ondersteuning van de Brotherhood of Steel en gevechtsrobot Liberty Prime de Enclave te lijf die zich nog op enkele locaties rondom de Capital Wasteland schuilhouden. Uiteindelijk weet de Lone Wanderer de Enclave definitief uit te schakelen.

### Point Lookout
Point Lookout neemt de speler en Lone Wanderer mee naar de moerassen van Point Lookout State Park, Maryland waar de nucleaire bommen nooit echt zijn gevallen. De Lone Wanderer bereikt Point Lookout per stoomschip en arriveert in een vergeten wereld. In Point Lookout leven een aantal vijandige stammen die de Lone Wanderer als bedreiging zien. De Lone Wanderer ontmoet Desmond Lockheart, een ghoul die de nucleaire vernietiging heeft overleefd. Tijdens de ontmoeting valt een horde inheemsen de villa van Desmond binnen. Desmond beveelt de Lone Wanderer om de wapens in handen te nemen en de stamleden te doden. Naderhand wordt de Lone Wanderer op pad gestuurd om diep in de moerassen de stammen uit te roeien of om een andere oplossing uit te werken.
Na het uitspelen van Point Lookout blijft de locatie bereikbaar per stoomschip.

### Mothership Zeta
Ergens in de Capital Wasteland ligt een vernietigde sonde in de aarde. Wanneer de Lone Wanderer deze sonde bereikt door het volgen van radiosignalen wordt het personage een ruimteschip binnengetrokken. Wanneer de Lone Wanderer weer bij bewustzijn is, begint een gevaarlijke ontsnapping uit het enorme moederschip. Tijdens de ontsnapping ontmoet de Lone Wanderer vele personages uit vele uiteenlopende tijdsperioden, van een Japanse samoerai tot een cowboy, die allemaal dankzij cryonisme geconserveerd zijn gebleven. Mede dankzij de hulp van deze markante bondgenoten ontsnappen zij van het ruimteschip om weer te landen in de Capital Wasteland.
Na het uitspelen van Mothership Zeta blijft het ruimteschip te bereiken.

## Ontvangst

### Recensies
Professionele recensies voor het spel waren zeer positief, met een gemiddelde score van 91/100 van Metacritic op de PC. Jelle van Es van InsideGamer gaf het spel een 10-, met deze conclusie: "De enorme vrijheid kom je in weinig games tegen en de setting is voor het grote publiek nieuw. Het vechtsysteem is tof, het verhaal weet te boeien en je hebt echt het gevoel dat jij je eigen avontuur beleeft." Matthijs Hannick van gamer prees de "gigantische, open speelwereld", en "ijzersterke role-playing kern", maar gaf kritiek op de "slordigheidjes in afwerking, vooral op PS3." en dat de "hoofdquest wat abrupt kan aflopen". GameSpy geeft het spel een "Outstanding!" en prijst de prachtige omgevingen en excellente presentatie. Echter vindt de recensent van GameSpy wel dat V.A.T.S. het spel te makkelijk kan maken en er een groot deel van de tijd alleen wordt gelopen.

### Prijzen
Fallout 3 heeft vele prijzen gewonnen. Zo gaf IGN, nog voor het uitkomen van het spel, de "Game of E3 2007" prijs.
Verder won Fallout 3 IGN's Best of 2008, GameSpy's Game of the Year Overall 2008 en GameSpot's Best of 2008.

## Trivia
- Het spel is opgenomen in het boek 1001 Video Games You Must Play Before You Die van Tony Mott.